# Blémerey (Meurthe i Mozela)
Blémerey – miejscowość i gmina we Francji, w regionie Grand Est, w departamencie Meurthe i Mozela.
Według danych na rok 1990 gminę zamieszkiwało 58 osób, a gęstość zaludnienia wynosiła 15 osób/km² (wśród 2335 gmin Lotaryngii Blémerey plasuje się na 987. miejscu pod względem liczby ludności, natomiast pod względem powierzchni na miejscu 1106.).